# Кириківський цукровий завод
Кириківський цукровий завод - підприємство харчової промисловості у селищі міського типу Кириківка Великописарівського району Сумської області України.

## Історія
Наприкінці XIX століття до села Кириківка Кіриківської волості Охтирського повіту Харківської губернії Російської імперії було прокладено вузькоколійну залізницю, у 1895 році по ній почався рух, що сприяло економічному розвитку селища.
У 1913 році цукрозаводчик П. І. Харитоненко купив Янківський цукровий завод, що знаходився в сусідньому селі Янківка, і вирішив перенести його ближче до залізничної станції — в село Кириківку. Після переміщення заводу на нове місце підприємство зберегло колишню назву — Янківський цукровий завод.
Наприкінці 1917 року село окупували радянські війська, а в січні 1918 року цукровий завод був націоналізований. На початку квітня 1918 року комуністичну навалу було вибито з села і встановлено владу Української Народної Республіки. Надалі до грудня 1919 село знаходилося в зоні бойових дій громадянської війни, а вже 4 грудня 1919 село остаточно окупували радянські війська.
У червні 1920 року на Янківському цукровому заводі було створено заводський комітет, під керівництвом якого цього року підприємство було відновлено і відновило роботу. У цей час розпочалася ліквідація неграмотності серед робітників, і з 1923 року розпочалося підвищення їх кваліфікації. Надалі для підвищення освітньо-культурного рівня та організації дозвілля було відкрито заводський клуб. В особняку керуючого заводом було відкрито школу.
У 1924 році підприємство отримало нову назву — Цукровий завод імені газети «Правда». У цей час чисельність робітників становила 300 осіб, за заводом було закріплено 6413 гектарів землі під посадки цукрових буряків (крім того, буряк силою відбирали у місцевих жителів). У травні 1925 заводська профспілкова організація налічувала вже 603 чоловік, а завод відновив довоєнний обсяг виробництва.
У ході індустріалізації СРСР в 1928 завод був розширений (до його складу були включені два нових відділення), в 1931 була завершена його реконструкція, в ході якої трудомісткі виробничі процеси були механізовані, впроваджені нові технології і до заводу проклали залізничну гілку. 26 лютого 1932 року розпочався випуск заводської багатотиражної газети.
Після початку другої світової війни у зв'язку з наближенням лінії фронту обладнання заводу було евакуйовано до Башкирської АРСР (там розпочав роботу Правдинський цукровий завод), а село Кириківка 17 жовтня 1941 року було окуповане німецькими військами. 8 вересня 1943 року частини 147-ї стрілецької дивізії звільнили село і почалося відновлення напівзруйнованого цукрового заводу (загальний збиток, заподіяний підприємству під час бойових дій та німецької окупації становив 6,8 млн. рублів). В 1945 завод був повністю відновлений, в 1948 перевищив довоєнний обсяг виробництва цукру, а в 1949 виконав річний план виробництва цукру з випередженням на шість днів і отримав третю премію за результатами всесоюзного змагання підприємств цукрової промисловості.
У 1967 році завод за власні кошти побудував нову селищну школу, а в старій будівлі школи відкрили дитячий садок. В цілому, за радянських часів цукровий завод був найбільшим підприємством селища і всього Великописарівського району, на його балансі знаходилися об'єкти соціальної інфраструктури.
Після проголошення незалежності України завод перейшов у володіння Державного комітету харчової промисловості України. У 1993 році на складі готової продукції заводу сталася пожежа, яка тривала більше місяця і завдала підприємству великих збитків. Також було знищено понад 5 тис. тонн складованого цукру. У ході розслідування було встановлено, що це був умисний підпал. У липні 1995 року Кабінет Міністрів України ухвалив рішення про приватизацію цукрового заводу. 1 листопада 1995 року зник безвісти за невстановлених обставин директор А. М. Тарасівець, який вийшов із будівлі заводу після закінчення робочого дня. Надалі, державне підприємство було перетворено на відкрите акціонерне товариство .
У листопаді 2001 року господарський суд Сумської області розпочав справу про банкрутство заводу. Після банкрутства підприємство отримало нове найменування – Кириківський цукровий завод . У 2004 році його власником стала фірма ТОВ «Кристал Інвест», за якої завод працював один сезон протягом 20 днів і переробив 24 тисячі тонн буряків. Потім виробництво було зупинено, після чого майже все обладнання, два тепловози та 1,5 кілометри залізничної колії були демонтовані та здані на металобрухт. Після того як у тому ж 2004 «Кристал Інвест» збанкрутував і припинив існування, завод ще кілька разів переходив з одних рук в інші. У 2006 році ТОВ Кириківський цукровий завод був частково відновлений.
Економічна криза і вступ України до СОТ, що почалася в 2008 році, ускладнили становище підприємств цукрової промисловості. У сезон цукроваріння 2007/2008 року Кириківський цукровий завод пропрацював лише три дні і виробив лише 58 тонн цукру.